# Macrocentrus sylvestrellae
Macrocentrus sylvestrellae är en stekelart som beskrevs av Van Achterberg 2001. Macrocentrus sylvestrellae ingår i släktet Macrocentrus, och familjen bracksteklar. Inga underarter finns listade.